# Konservative Folkeparti
Konservative Folkeparti, KF, egentligen Det Konservative Folkeparti, ofta kallat De Konservative, är ett politiskt parti i Danmark. Partiet använder sig av partibokstaven C. Partiledare är sedan 2024 Mona Juul. Hon valdes till posten efter att den tidigare partiledaren Søren Pape Poulsen hastigt avlidit. 
I valet 2022 fick Konservative Folkeparti 5,5 procent av rösterna och 10 mandat i folketinget. Partiet ingår i oppositionen mot den blocköverskridande regeringen Frederiksen II. Partiets ungdomsförbund heter Konservativ Ungdom.

## Historik
Det Konservative Folkeparti bildades 1915 ur föregångaren Højre. Samma dag lade det nybildade partiet fram ett partiprogram bestående av följande tolv punkter:
- Hävdande av folkets nationella självbestämmanderätt. Försvarsfrågans försvarliga lösning, därmed ett verkligt genomförande av allmän värnplikt.
- Främjande av danskt näringsliv med hävdande av den privata egendomsrätten och den självständiga näringens fria utövande.
- Främjande av arbetet för upprättandet av självständiga men inte för små jordbruk, samt landegendomsskatternas omläggning, bl.a. således, att de för en del kommer att vila på jorden.
- En social lagstiftning, som övervägande vilar på principen hjälp till självhjälp, och som under inga omständigheter, ytterligare undergräver eller utrotar den enskildes plikt och ansvar.
- Verksamt stöd till nykterhetens främjande hos folket.
- Genomförd sparsamhet i den offentliga hushållningen. Inga nya utgifter, utan att samtidigt täckande påvisas. Ökade skatter bör i passande förhållanden fördelas på direkta och indirekta Källor.
- Det bör dragas skarpare åtskillnad mellan, vad som är kommunala uppgifter, och vad som är statens uppgifter, och kommunerna bör inte ytterligare bördas med utgifter till lösning av uppgifter av allmän natur.
- Partiet önskar, att folkkyrkan, så länge den i överensstämmelse med grundlagen upprätthålls, bevaras på den evangelisk-lutherska bekännelsens grund.
- Höjning av såväl barnskolans som den vidaregående undervisningen med fullt genomförande av den grundlagsskyddade skolfriheten.
- Genomförande av en god rättsreform, när de finansiella förhållandena tillåter det, och den snabbaste avhjälpningen av de allvarligaste bristerna inom den kriminella rättsvården.
- Fullt genomförande av den lika och allmänna valrätten till folketinget genom ett effektivt förhållandetalsval [=proportionellt valsystem[2]].
- Genomförandet av kvinnans rättsliga jämställdhet med mannen.

Officiellt skulle partiet formellt inte bli ett parti och en organisation förrän vid landsrådsmötet 22 februari 1916.
Valet 1918 gav motvind för det nya konservativa partiet, vad gällde procentandelen röster, vid en jämförelse med föregångaren Højre. Højre hade vid valet 1913 fått 22,5% av rösterna, medan Det Konservative Folkeparti endast fick 18,3% av rösterna. Dock gjorde det nya proportionella valsystemet att Det Konservative Folkeparti fick 22 invalda medlemmar av folketinget. Det var ökning med 14 medlemmar mot Højres åtta. I förstakammaren, Landstinget, gick partiet dock tillbaka från 26 mandat till 16 mandat.
Partiet stöttade regeringarna 1920–1924 och 1926–1929, som båda leddes av Venstre. Man samarbetade även med den socialdemokratiska regering som styrde landet 1924–1926. 
I modern tid har partiet varit en del av regeringen 1950–1953, 1968–1971, 1982–1993, 2001–2011 och 2016–2019. Samtliga dessa gånger har man suttit i koalition med Venstre, och ibland även ytterligare partier. Poul Schlüter är den ende partiledaren för Konservative Folkeparti som varit Danmarks statsminister, vilket han var 1982–1993. 
Mellan 2001 och 2011 satt partiet i en koalitionsregering tillsammans med Venstre, med stöd i folketinget av Dansk Folkeparti. Under perioden 2016–2019 satt man i en motsvarande borgerlig regering, där denna gång även Liberal Alliance ingick. I 2019 års folketingsval fördubblade Konservative Folkeparti sina folketingsmandat, från 6 till 12.

## Partiledare
Konservative Folkeparti skiljer mellan den politiska ledaren, som väljs av folketingsgruppen, och partiordföranden, som väljs av partikongressen (landsrådet). Från 1970-talet har dock posterna vanligen innehafts av samma person.

### Lista över politiska ledare
- John Christmas Møller 1928–1947
- Ole Bjørn Kraft 1947–1955
- Aksel Møller 1955–1958
- Poul Sørensen 1958–1969
- Poul Møller 1969–1971
- Erik Ninn-Hansen 1971–1974
- Poul Schlüter 1974–1993
- Henning Dyremose 1993
- Hans Engell 1993–1997
- Per Stig Møller 1997–1998
- Pia Christmas-Møller 1998–1999
- Bendt Bendtsen 1999–2008
- Lene Espersen 2008–2011
- Lars Barfoed 2011–2014
- Søren Pape Poulsen 2014–2024
- Mona Juul 2024–